# Лазарев Антон Павлович
Антон Павлович Лазарев (рос. Антон Павлович Лазарев; 29 травня 1990, м. Челябінськ, СРСР) — російський хокеїст, лівий нападник. Виступає за «Автомобіліст» (Єкатеринбург) у Континентальній хокейній лізі.
Виступав за «Трактор-2» (Челябінськ), «Атлант» (Митищі), «Митищінські Атланти», ХК «Рязань», «Металург» (Новокузнецьк).
У складі юніорської збірної Росії учасник чемпіонату світу 2008. У складі національної збірної Росії провів 2 матчі (1+0); учасник ЄХТ 2015.
Досягнення
- Срібний призер юніорського чемпіонату світу (2008)